# گیاه‌پارچ سپردار
گیاه‌پارچ سپردار (نام علمی: Nepenthes peltata) نام یک گونه از سرده گیاه پارچ است.